# Provincia di Parinacochas
La provincia di Parinacochas è una delle 11 province della regione di Ayacucho nel Perù.
Il capoluogo della provincia è Coracora.

## Geografia antropica

### Suddivisioni amministrative
È divisa in otto distretti:
- Coracora
- Chumpi
- Coronel Castañeda
- Pacapausa
- Pullo
- Puyusca
- San Francisco de Ravacayco
- Upahuacho

| Controllo di autorità | VIAF (EN) 153685348 · LCCN (EN) n86006274 · J9U (EN, HE) 987007567254505171 |